# IC 4971
IC 4971 је спирална галаксија у сазвјежђу Паун која се налази на листи објеката дубоког неба у Индекс каталогу.
Деклинација објекта је - 70° 37' 13" а ректасцензија 20h 17m 3,0s. Привидна величина (магнитуда) објекта IC 4971 износи 15,3 а фотографска магнитуда 16,1. IC 4971 је још познат и под ознакама ESO 73-31, PGC 64417.